# Mastigoproctus annectens
Mastigoproctus annectens är en spindeldjursart som beskrevs av Werner 1916. Mastigoproctus annectens ingår i släktet Mastigoproctus och familjen Thelyphonidae. Inga underarter finns listade i Catalogue of Life.